# Pere I de Cava
Pere I de Cava o Pere de Pappacarbone (Salern, Campània, c. 1038 - Cava de' Tirreni, 1123) fou un abat benedictí italià, fundador de la congregació o Orde de Cava. És recordat com abat tercer de l'Abadia de Cava i és venerat com a sant per l'Església 
Catòlica

## Biografia
Nascut a Salern, era nebot d'Alferi de Pappacarbone, noble salernità que s'havia retirat a fer vida eremítica i havia fundat l'Abadia de Cava, posada sota la regla benedictina. Pere hi ingressà sota l'abat Lleó I de Cava. Marxà a l'Abadia de Cluny, on fou entre 1062 i 1068, i fou bisbe de Policastro i, entre 1067 i el gener de 1072, fou abat de San Arcangelo nel Cilento.
Fou elegit llavors coadjutor de l'abadia de Cava per Lleó I, cap al 1072 i renuncià al bisbat. Poc després, el novembre de 1078 n'esdevingué abat. El seu abadiat fou molt rigorós. Amplià el monestir i consolidà la relació amb altres monestirs que en depenien, constituint una congregació benedictina sobre el model de la Congregació de Cluny. Creà així l'anomenada Orde de Cava, que acabà tenint un paper rellevant al sud d'Itàlia. Redactà les Constitutiones Cavensis a partir de les constitucions de Cluny. En 1092 rebé a l'abadia el papa Urbà II, que hi consagrà la basílica.
Va renunciar al càrrec després de molts anys de govern i morí mentre feia vida eremítica a la cova Arsicia, prop de l'abadia. Fou succeït per Constable de Cava, que era llavors el coadjutor.

## Veneració
Sebollit a la mateixa cova, la seva despulla fou portada a un altar de l'abadia el 1911. Els quatre primers abats de Cava foren reconeguts com a sants el 21 de desembre de 1893 per Lleó XIII: són els sants Alferi, fundador i primer abat (1050); Lleó I de Cava (1050-79); Pere I i Constable.